# (22531) Davidkelley
(22531) Davidkelley (1998 FN43) – planetoida z grupy pasa głównego asteroid okrążająca Słońce w ciągu 3,29 lat w średniej odległości 2,21 j.a. Odkryta 20 marca 1998 roku.